# کالج هامبر
کالج هامبر (انگلیسی: Humber College) یک کالج عمومی هنرهای کاربردی و فناوری در تورنتو، انتاریو، کانادا است. هامبر که در سال ۱۹۶۷ تأسیس شد، دارای دو محوطه اصلی است: محوطه هامبر شمالی و محوطه لیک شور.